# 初恋パラシュート
『初恋パラシュート』（はつこいパラシュート）は、橋本みゆきの13枚目のシングル。2008年10月22日にLantisより発売された。

## 概要
前作「Sky Sanctuary」から3ヶ月ぶりのリリースとなる2008年3作目のシングル。表題曲『初恋パラシュート』は、テレビアニメ『あかね色に染まる坂』オープニングテーマとして使用された。
CDジャケットには、片桐優姫が描かれている。

## 収録曲
1. 初恋パラシュート [3:51]
  - 作詞：畑亜貴、作曲：田代智一、編曲：原田勝通
2. sweet sweet time [4:55]
  - 作詞：橋本みゆき、作曲：ナナマリ、編曲：藤澤健至
3. 初恋パラシュート（off vocal）
4. sweet sweet time（off vocal）

## 収録作品
| 曲名                          | 収録アルバム                                  |
| ----------------------------- | --------------------------------------------- |
| 初恋パラシュート （TVサイズ） | あかね色に染まる坂 オリジナルサウンドトラック |
| 初恋パラシュート              | Double Flower                                 |

## タイアップ
| 曲名             | タイアップ                                           |
| ---------------- | ---------------------------------------------------- |
| 初恋パラシュート | テレビアニメ『あかね色に染まる坂』オープニングテーマ |